# رايموند بي. مانينغ
رايموند بي. مانينغ (بالإنجليزية: Raymond Brendan Manning)‏ هو عالم حيوانات أمريكي، ولد في 11 أكتوبر 1934 في بروكلين في الولايات المتحدة، وتوفي في 18 يناير 2000.